# Каменное Тяжино
Каменное Тяжино — деревня в Раменском районе Московской области, входит в Чулковское сельское поселение, расположена на правом берегу Москвы-реки, в 1,2 кс от устья реки Пахра. Население — 135 чел. (2010).
Впервые деревня, в качестве села Тяжино, упоминается в духовной грамоте Софьи Витовтовны, вдовы великого князя Московского Василия I Дмитриевича.
С 1709 по 1728 годы деревней владел светлейший князь А. Д. Меншиков.
В 1924 году в деревне насчитывалось 98 домов и 550 жителей, в 1993 году — 36 домов и 70 жителей.

## Население
| 1926 | 2002 | 2010 |
| ---- | ---- | ---- |
| 402  | ↘67  | ↗135 |